# Semiotellus fumipennis
Semiotellus fumipennis är en stekelart som beskrevs av Thomson 1876. Semiotellus fumipennis ingår i släktet Semiotellus och familjen puppglanssteklar.
Artens utbredningsområde är:
- Nederländerna.
- Sverige.

Arten är reproducerande i Sverige. Inga underarter finns listade i Catalogue of Life.